# Тенхо, Миро
Миро Тенхо (фин. Miro Tenho; 2 апреля 1995, Каарина) — финский футболист, защитник шведского «Юргордена» и сборной Финляндии.

## Клубная карьера
Миро Тенхо является воспитанником футбольной академии из города Турку. На профессиональном уровне он дебютировал в 2014 году в клубе ТПС. В том же сезоне клуб вылетел из Вейккауслиги, но Тенхо продолжил играть в команде и следующие три сезона провел в дивизионе Юккенен. В 2017 году ТПС выиграл турнир и Тенхо снова вместе с клубом вернулся в элиту.
В 2019 году футболист провел в составе клуба «Интер» из Турку. И стал серебряным призером чемпионата страны.
Сезон 2020 года Миро Тенхо начал уже в качестве игрока столичного клуба ХИК. С которым стал чемпионом и победителем кубка Финляндии.
20 декабря 2023 года перешёл в шведский «Юргорден», с которым подписал контракт, рассчитанный на три года.

## Карьера в сборной
С 2012 года Миро Тенхо выступал за юношеские сборные Финляндии.